# Narbonne
Narbonne je město na jihu Francie v regionu Okcitánie, v departementu Aude nedaleko města Béziers a 60 km východně od Carcassonnu. Bylo založeno na řece Aude jako přístav, v současnosti leží asi 15 km od pobřeží Středozemního moře, s nímž je propojeno kanálem. Bývalo největším městem historické oblasti Languedoc.

## Historie

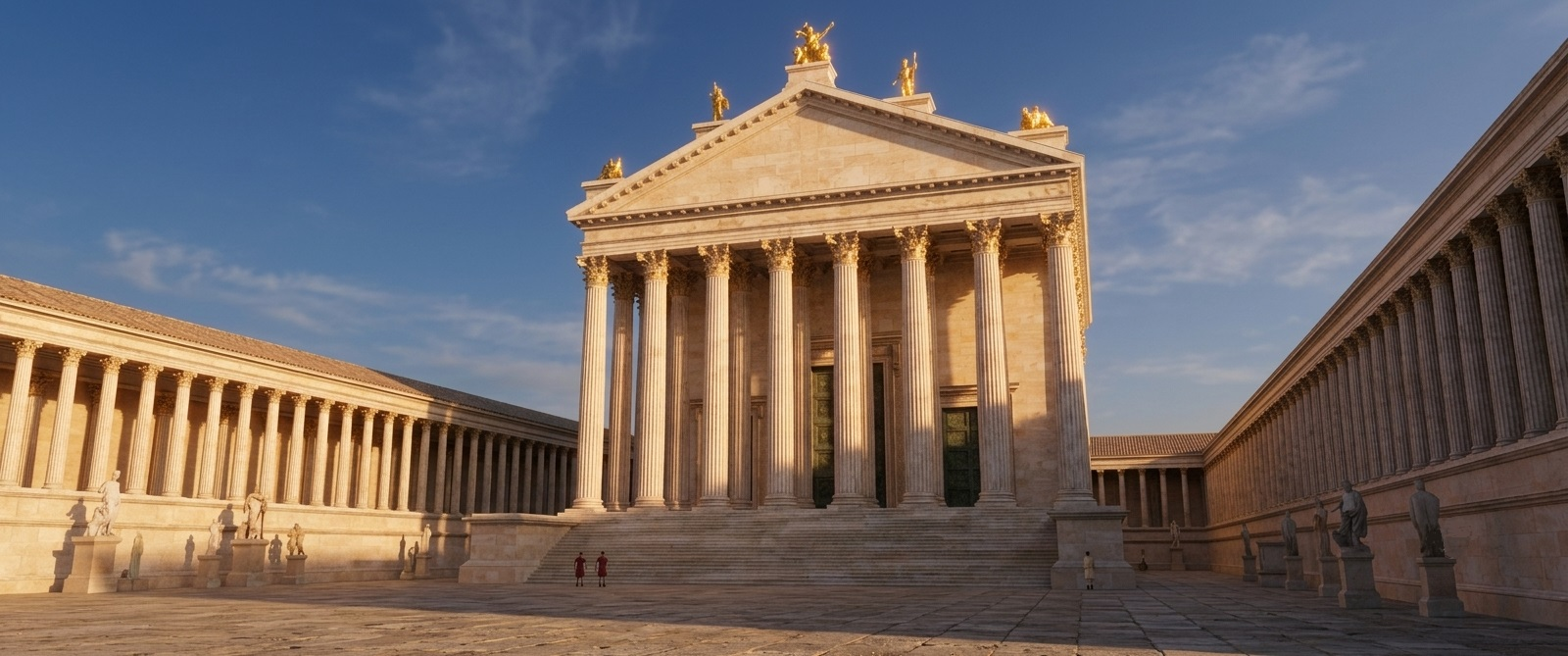
Rekonstrukce římského Kapitolu s Martovým chrámem

Nejstarší osídlení dokládají archeologické nálezy ze 7. století před naším letopočtem, kdy si Keltové zbudovali opidum na pahorku  Montlaurès, asi 4 km severně od současného města. 
Narbonne byl založen jako první římská kolonie mimo území Itálie roku 118 př. n. l. pod jménem Narbo Martius, v pozdější době se stalo hlavním městem římské provincie Gallia Narbonensis a také jedním z nejdůležitějších římských měst v dnešní Francii. Městem vedla silnice Via Domitia, která byla první římskou silnicí v Galii, jejíž vznik spadá do období založení kolonie. Via Domitia propojovala Itálii s koloniemi v Hispánii. Jeden úsek její černé břidlicové dlažby se dochoval a je odhalen před radnicí. U Narbonne se Via Domitia spojovala s další římskou silnicí Via Aquitania, která vedla přes Toulouse a Bordeaux k Atlantskému oceánu. V centru kamenného města stál kapitol s chrámem boha Marta. 

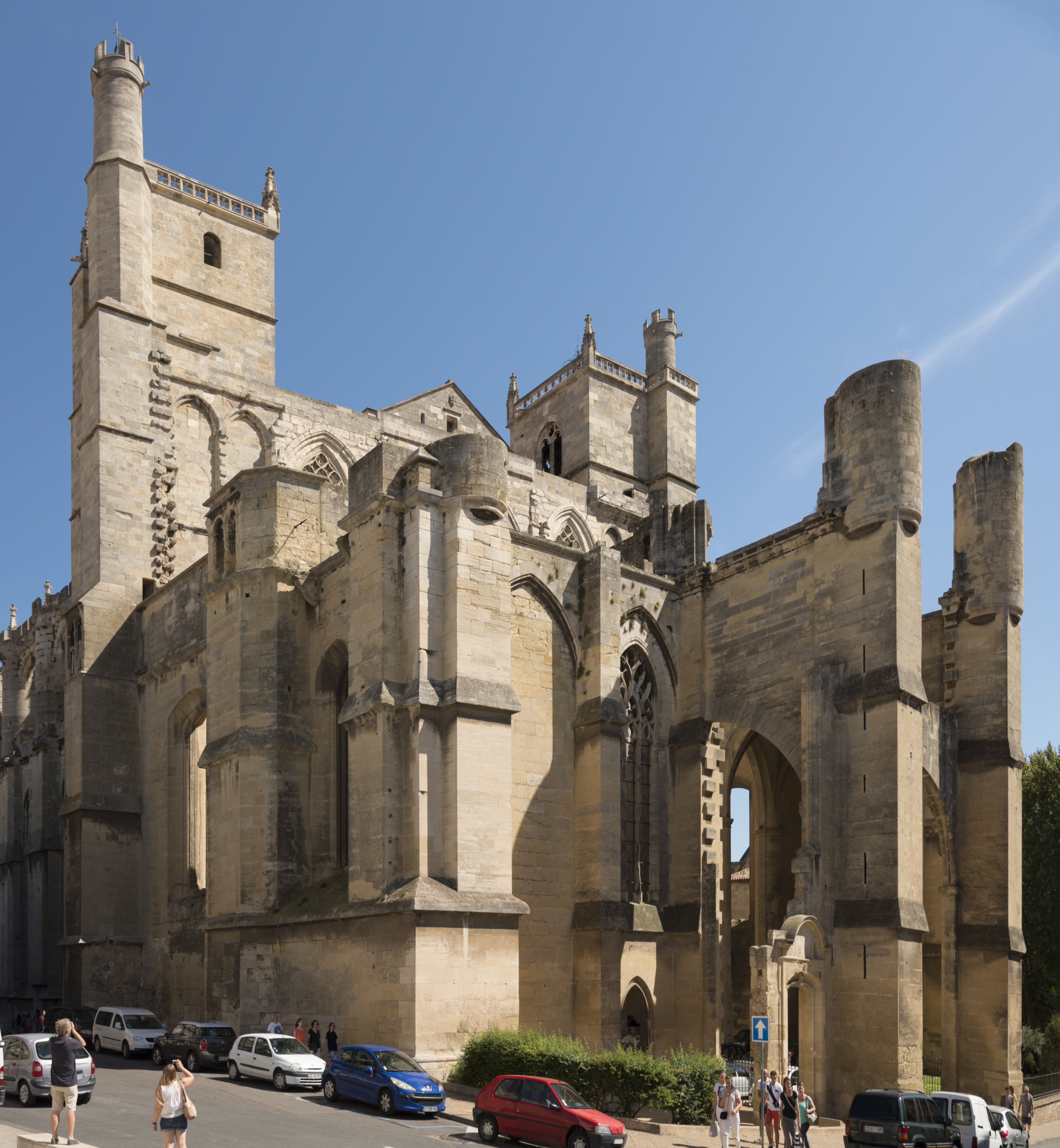
Katedrála od severozápadu

Palais des Archevêques de Narbonne.jpg|Arcibiskupský palác
Po pádu římské říše město ovládli Vizigóti a bylo až do 8. století hlavním městem jejich provincie Septimania (413–719). V roce 719 je obsadili Maurové a začlenili do kalífátu Umajjádů. V roce 759 Narbonne dobyl franský král Pipin III. Krátký a pozval prominentní Židy z bagdádského chalífátu, aby sem přesídlili a založili židovské vzdělávací centrum, tehdy hlavní pro celou západní Evropu. Ve 12. století zde sídlila okcitánská vikomtesa Ermengarda z Narbonnu (1127/1129–1192), její dvůr patřil k významným kulturním centrům, na němž se rozvíjel duch dvorské lásky. jejím protipólem byla náboženská sekta. Od 12. do první třetiny 13. století byl Narbonne vedle Toulouse a Carcassonnu hlavním okcitánským centrem náboženské sekty katarů, proti níž papež v letech 1208–1228 zorganizoval křížovou výpravu. Do roku 1244 se její příslušníci stáhli do horské oblasti Pyrenejí.
Během stoleté války (1337-1453) sužovali město potulní žoldnéři (Velká tovaryšstva).
Za vlády krále Ludvíka XIV. v letech 1666-1682 byl od pobřeží Atlantského oceánu přes Toulouse až po Sete na pobřeží Středozemního moře prokopán kanál. Narbonne z něj profitoval zejména obchodním spojením.

## Doprava
Silniční doprava využívá obchvatu Rocade de Narbonne, na který jsou napojeny silnice D 6009, D 6113, D 607, D 913, D 13, D 68, D 168, dálnice A9, E 15 a E 80.    
Železniční dopravu zajišťují vlaky TGV na trase Bordeaux-Saint-Jean-Sète-Ville, jež prochází přibližně podél kanálu Du Midi.
Městskou dopravu zajišťují autobusy společnosti Citibus.fr a tramvaje. 
Leteckou dopravu zajišťuje letiště v Béziers. 

## Památky
- konkatedrála svatých Justa a Pastora je dominantou města. Monumentální, i když nedokončená gotická stavba byla založena  roku 1272 na místě starších staveb, římské ze 4.století a karolínské katedrály z 9. století. Stavělo se s přestávlkami až do poloviny 14. století. Současná stavba má celý chór, část příčné lodi a křížovou chodbu. Chór dlouhý 60 m a široký 41 m  s výškou 41 m patří k nejvyšším ve Francii.
- Arcibiskupský palác má dvě opevněné budovy, starší z 12. a dominantní obytnou věž (donjon) ze 14. století. Chodba je spojuje s katedrálou,
- Clos de la Lombarde je archeologická lokalita se základy antických domů, obchodů a lázní od 1. stol. př. n. l. do 3. stol. našeho letopočtu; fragmenty nejstarší křesťanské baziliky ze 3. století; nálezy vystavuje Archeologické muzeum
- Kaple řádu johanitů, kteří si založili komendu již roku 1134
- Městská tržnice

## Galerie

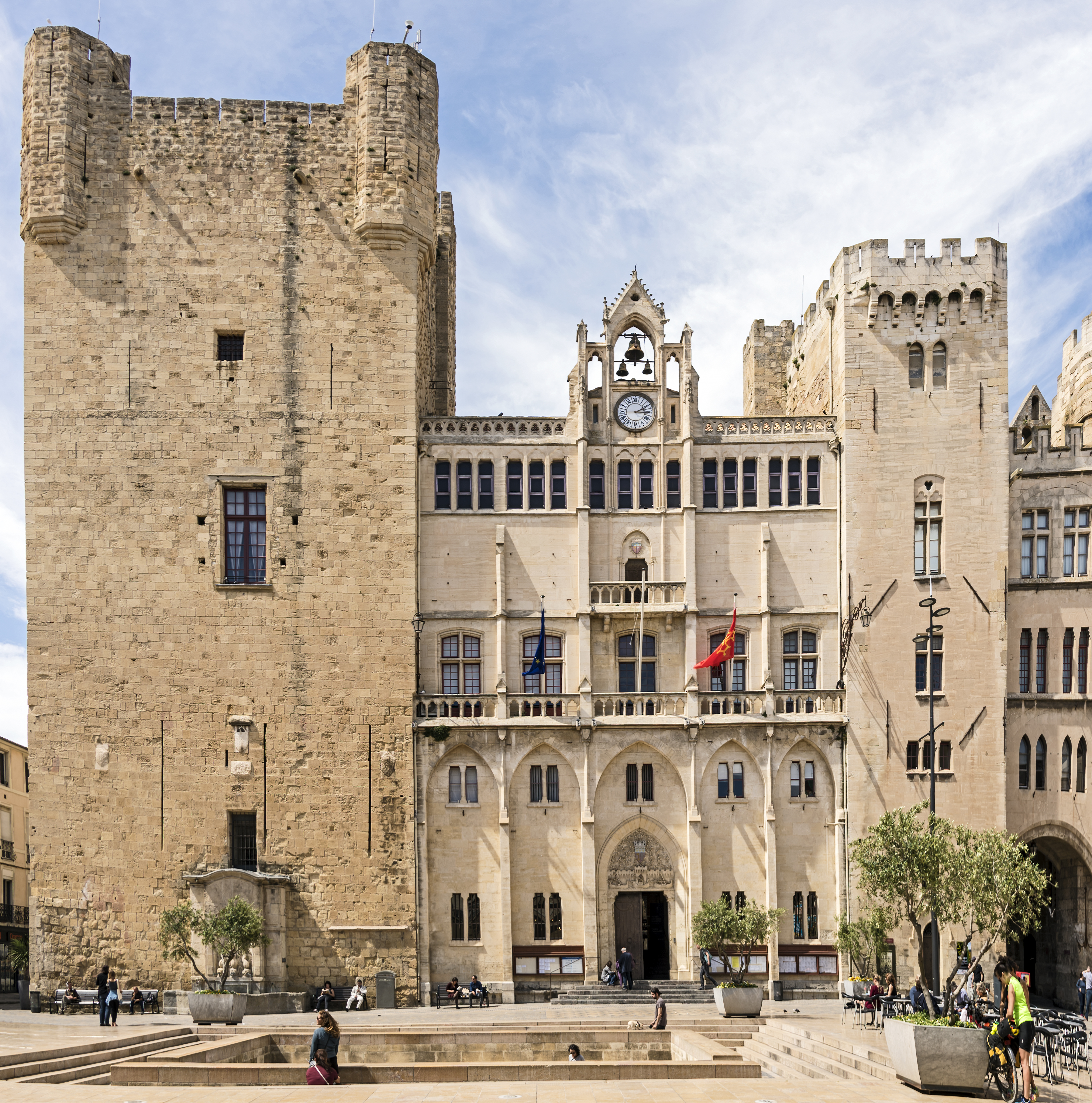
Arcibiskupský palác
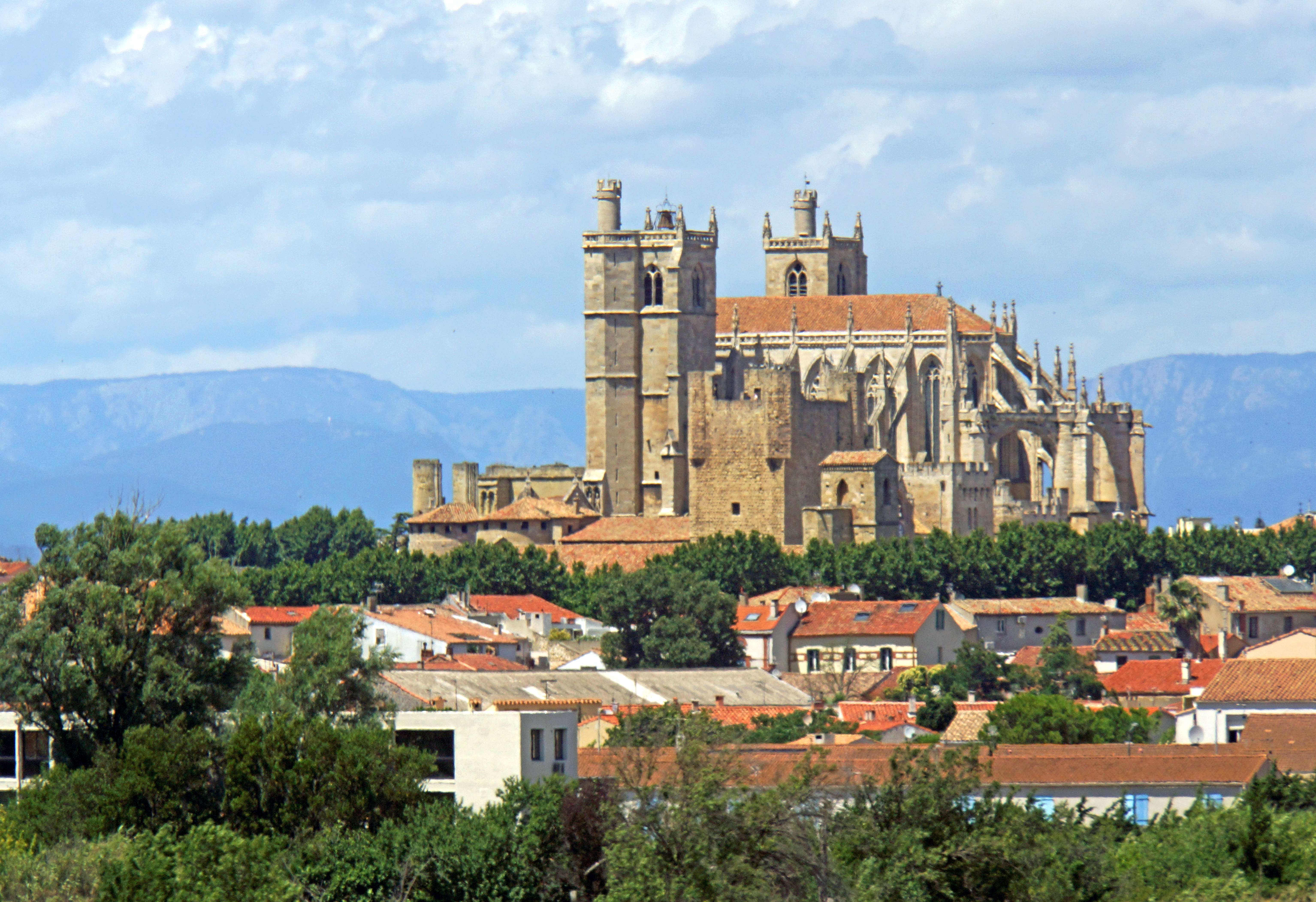
Katedrála sv. Justa a Pastora
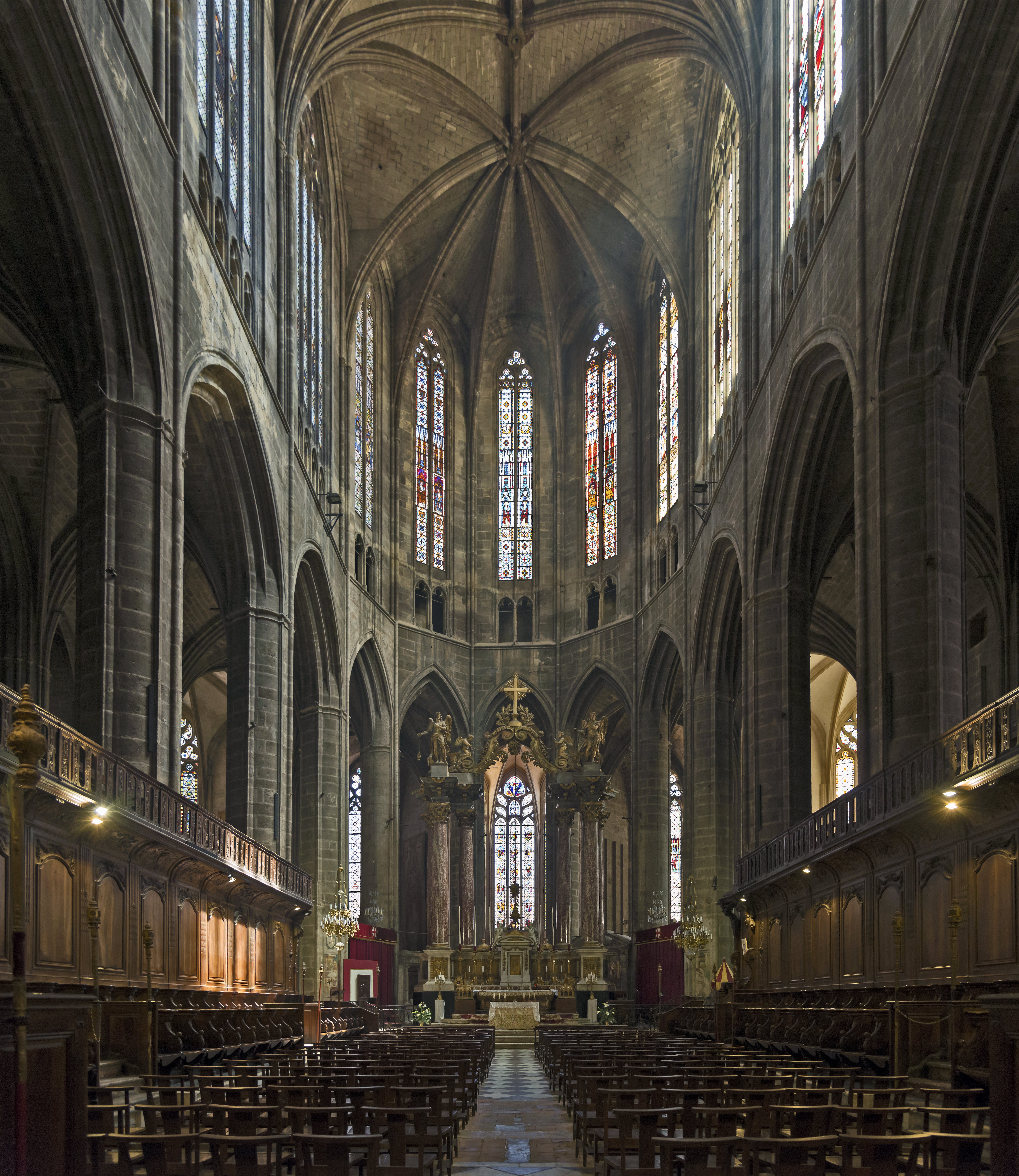
Chór katedrály
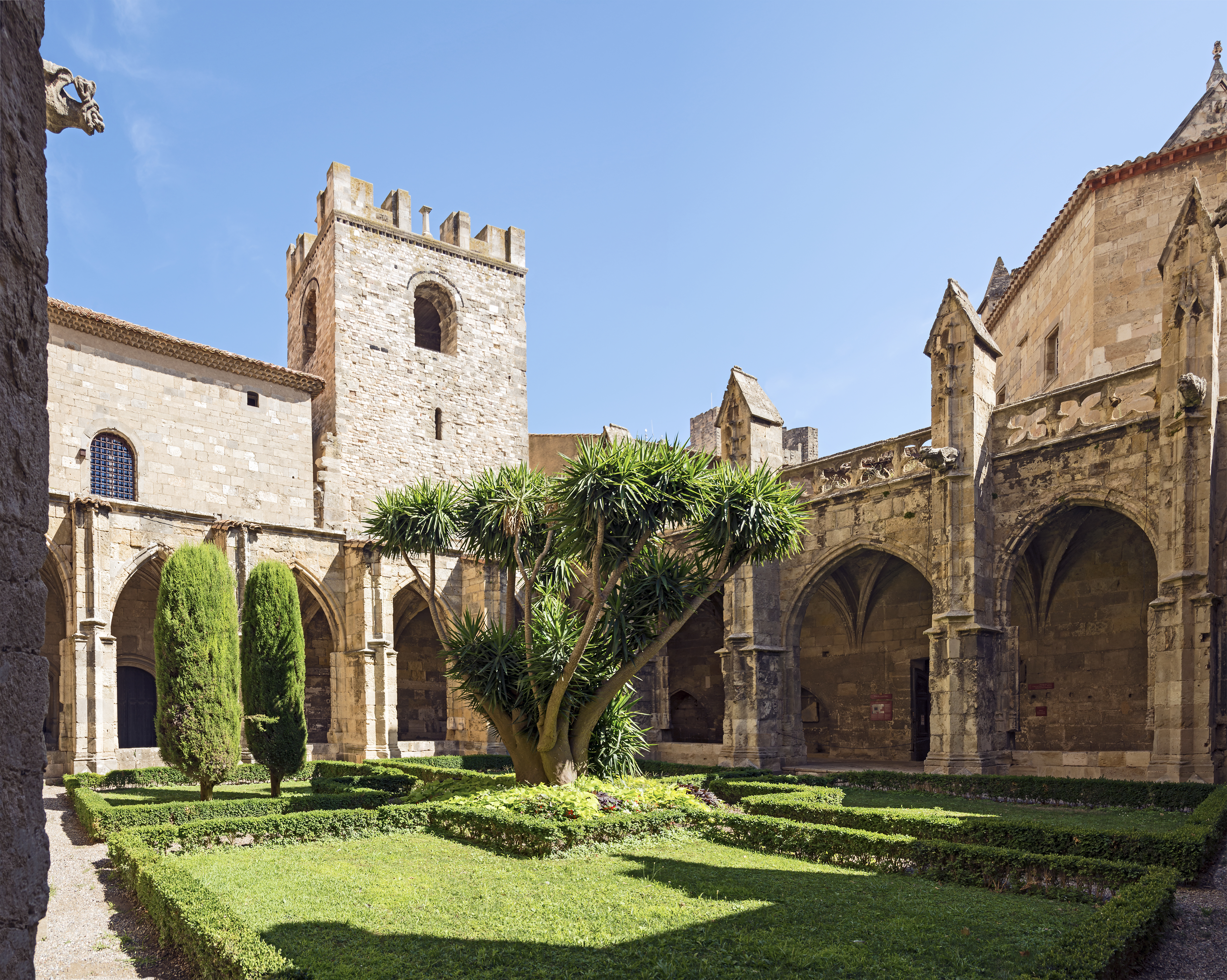
Křížová chodba
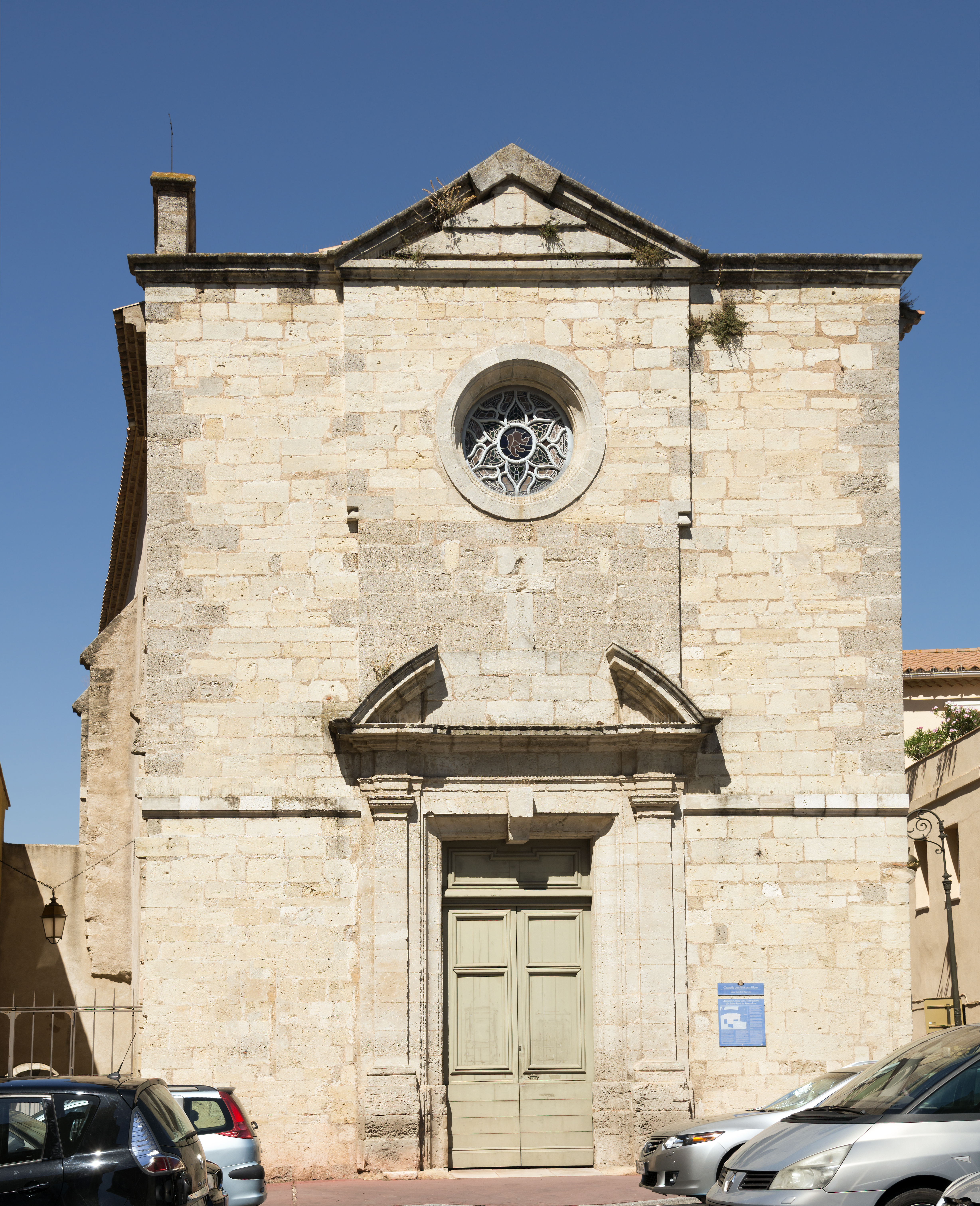
kaple johanitů
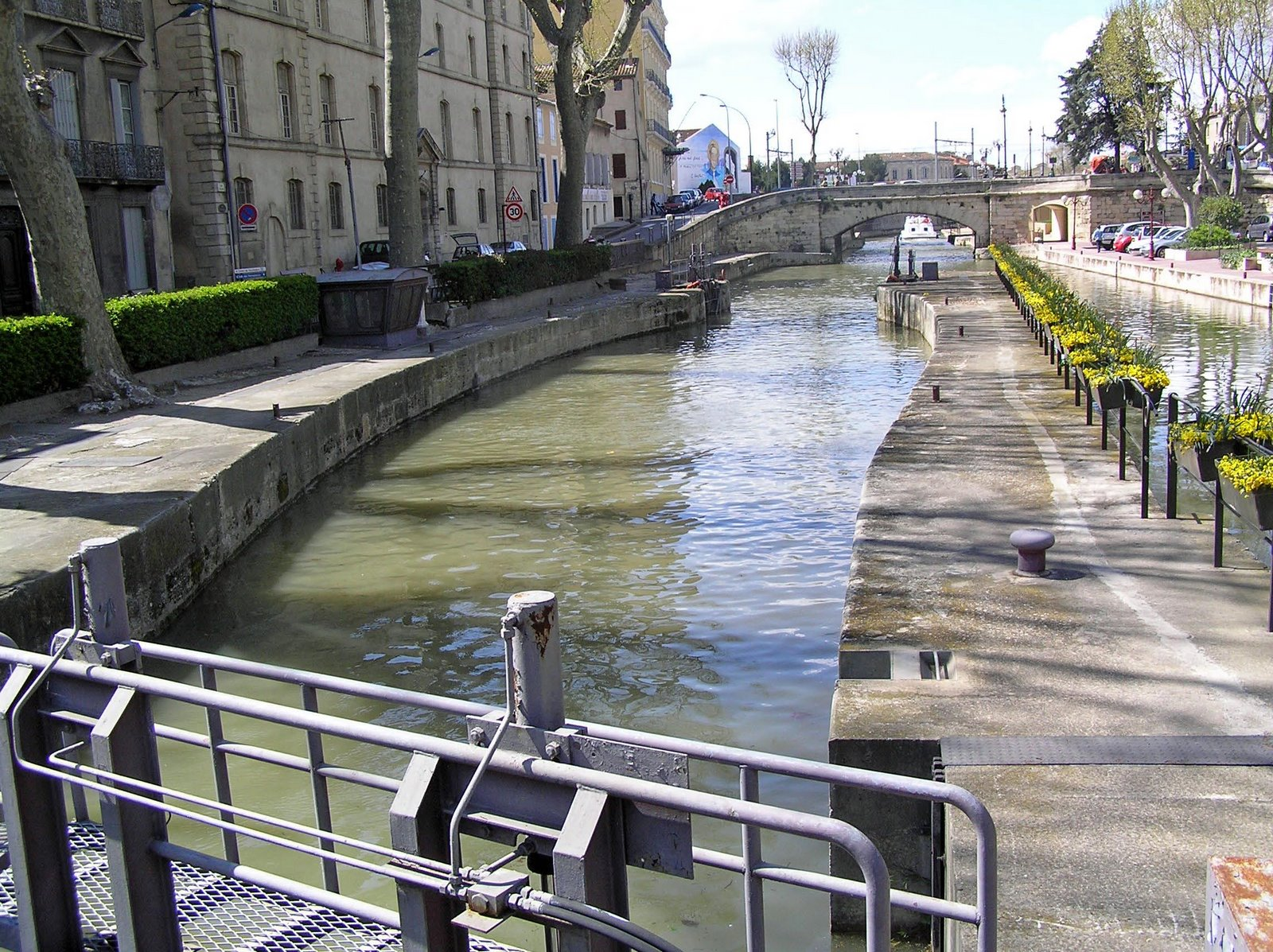
Kanál de la Robine
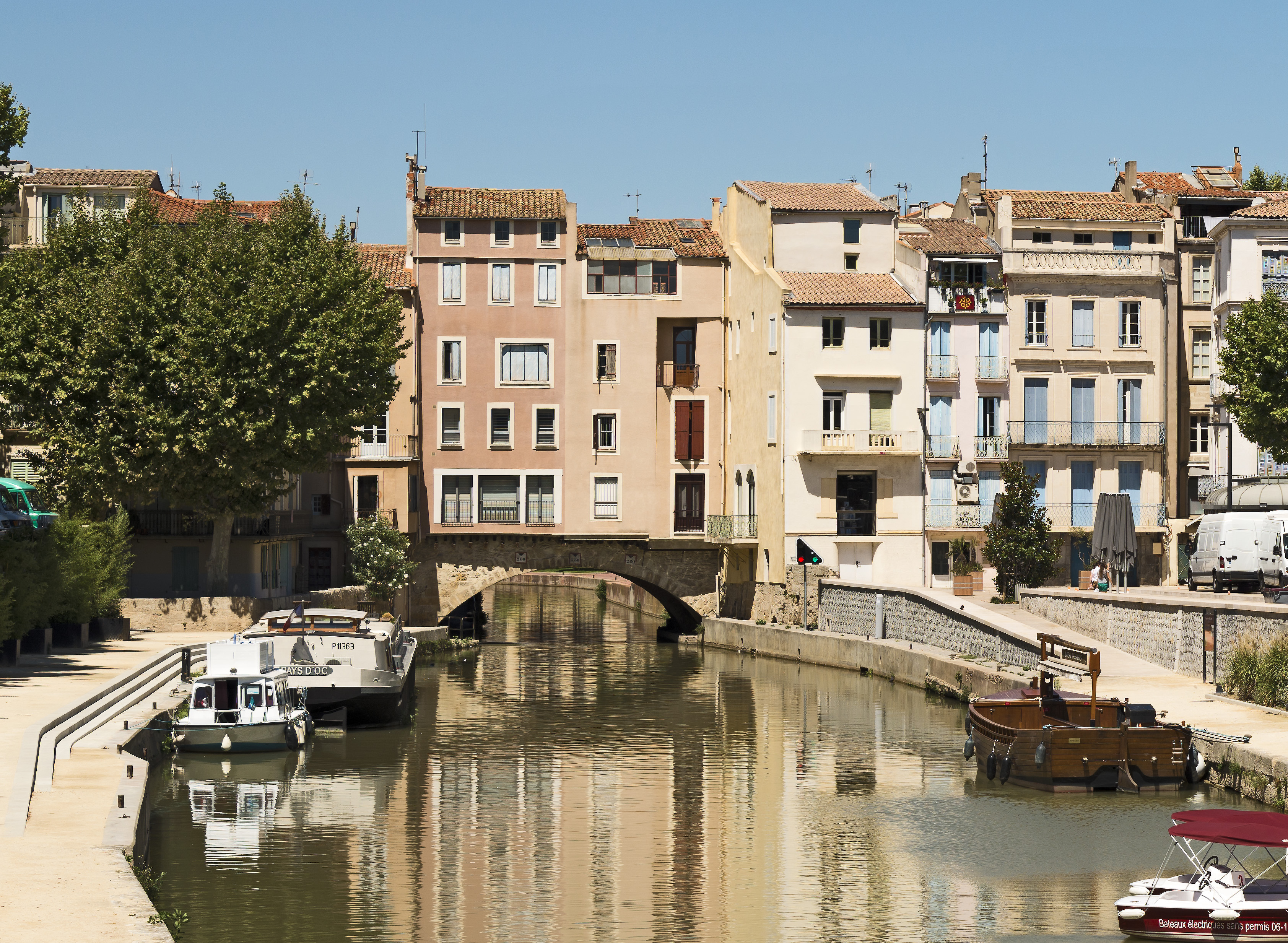
Most přes kanál

## Osobnosti
- Varro Atacinus (1. stol. př.n.l.) – římský básník
- Marcus Aurelius Carus (asi 224–28) – římský císař
- Svatý Šebestián (* Milán nebo Narbonne; † okolo 288) –  římský voják a křesťanský mučedník
- Pierre Reverdy (1889–1960) –  básník a esejista surrealismu
- Charles Trenet (1913–2001) – francouzský zpěvák a hudební skladatel

## Partnerská města
- Aosta, Itálie
- Grosseto, Itálie
- Salford, Anglie, Spojené království
- Weilheim in Oberbayern, Bavorsko, Německo